# Moškatni kozliček
Moškatni kozliček (znanstveno ime Aromia moschata) je vrsta hrošča iz družine kozličkov, ki je razširjena tudi v Sloveniji.

## Opis in biologija
Odrasli hrošči so dolgi od 20 do 34 mm in imajo kovinsko zelene, modre, bronaste ali črne elitre, ki prekrivajo celoten zadek. Vratni ščit je grbinast. Tipalke so členaste, daljše od telesa in imajo drugi člen prstanast. Rob oči je vbokel. Ime je vrsta dobila po posebnem izločku, ki ima vonj po mošusu, vsebuje pa salicilno kislino, ki jo hrošč izdeluje iz vrbovih listov. Vrsta je tudi sicer zelo povezana z vrbami, saj se ličinke hranijo z vrbovim lesom. Lahko se hranijo tudi z jelševim ali topolovim lesom. V Sloveniji se moškatni kozliček pojavlja od junija do avgusta, razširjen pa je od Evrope do Sibirije. 